# Hängesitz

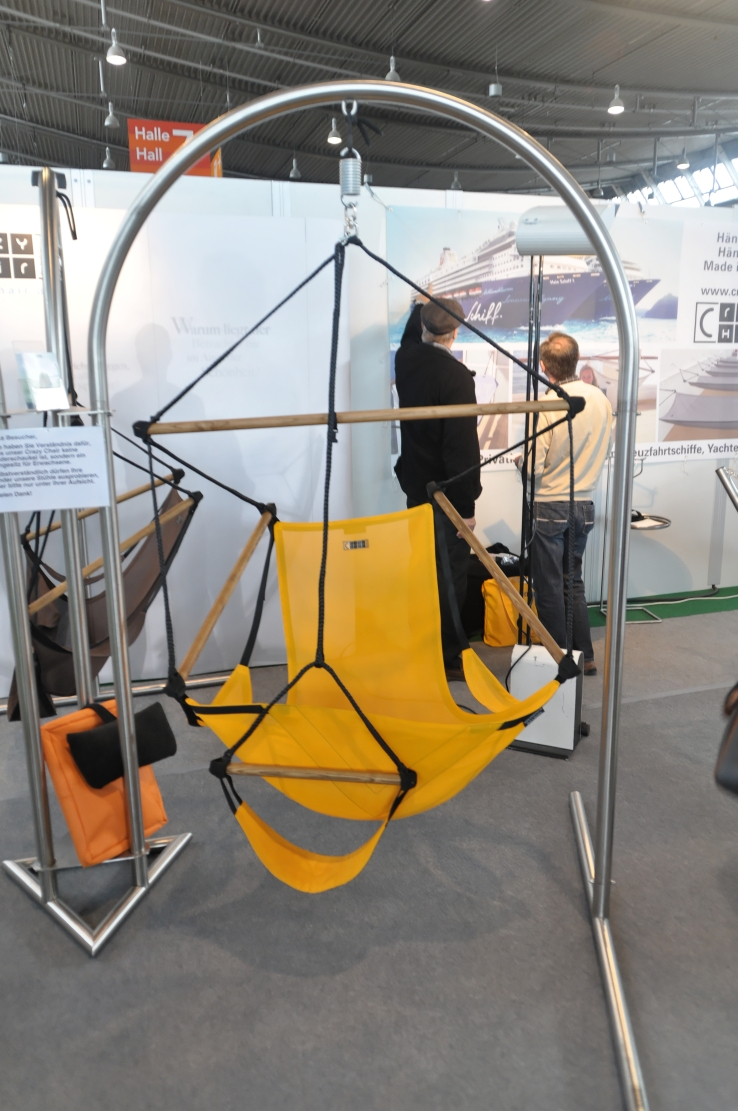
Federgedämpfter Hängesitz mit Spreizstäben und Fußablage in einem Gestell

Ein Hängesitz (auch Hängesessel oder Schwebesessel, seltener Hängestuhl oder Traumschwinger) ist eine hängende Sitzmöglichkeit, die keinen Bodenkontakt hat.
Der Hängesitz wird meistens aus dem gleichen Material wie Hängematten hergestellt und in Handarbeit gefertigt. Hängesitze können abgenommen und zusammengerollt werden. Im Gegensatz zur Schaukel wird keine durchschwingende Schaukelbewegung, sondern nur eine kleine Pendel- oder auch Drehbewegung angestrebt. Durch diese Bewegung und die weitgehende Unterstützung des Körpers soll der Hängesitz oder -sessel entspanntes Sitzen ermöglichen. In der Hängematte liegt man, während der im Hängesitz stärker aufgerichtete Oberkörper Lesen, Schreiben oder andere sitzende Tätigkeiten erleichtert.

## Ursprung und Material
Den Maya wird es zugeschrieben, vor etwa 1000 Jahren die Hängematte entdeckt zu haben. In Mittel- und Südamerika wird sie als „Hamaca“ bezeichnet. Die Hängesitze kommen aus Süd- und Mittelamerika und wurden erst nach der Hängematte, die mit Christoph Kolumbus nach Europa kam, im 18. Jahrhundert entworfen.
Ursprünglich waren die Hängesessel wie die Hängematten aus einem Material gefertigt, das aus der Rinde des Hamak-Baumes gesponnen wurde, woher wohl auch die Bezeichnung „Hamaca“ stammt. Später wurde die Sisalpflanze als Grundmaterial genutzt und erst seit etwa 60 Jahren wird Baumwolle eingesetzt. Der Grund dafür mag darin liegen, dass Baumwolle das weichste und somit angenehmste Material ist.
Moderne Varianten der Hängesitze sind neben Baumwollstoff auch aus Leder oder witterungsbeständigen Kunststofftextilien (Mikro-Geflecht) erhältlich. Letztere sind oft Salzwasser- und UV-Licht-resistent und können so das ganze Jahr draußen hängen.
Mit Spreizstäben wird eine weitere Bequemlichkeit erreicht. Die Seitenteile bzw. Seitenwände werden damit auf eine Weite auseinandergehalten, die ein Einsteigen erleichtern und eine angenehme Sitzposition ermöglichen. Zur Armablage können weitere Möglichkeiten eingebaut sein. Eine Fußablage wird durch ein weiteres Seil am Spreizstab oder dem Befestigungsring angeknotet.

## Ausführungen

### Hängesitze

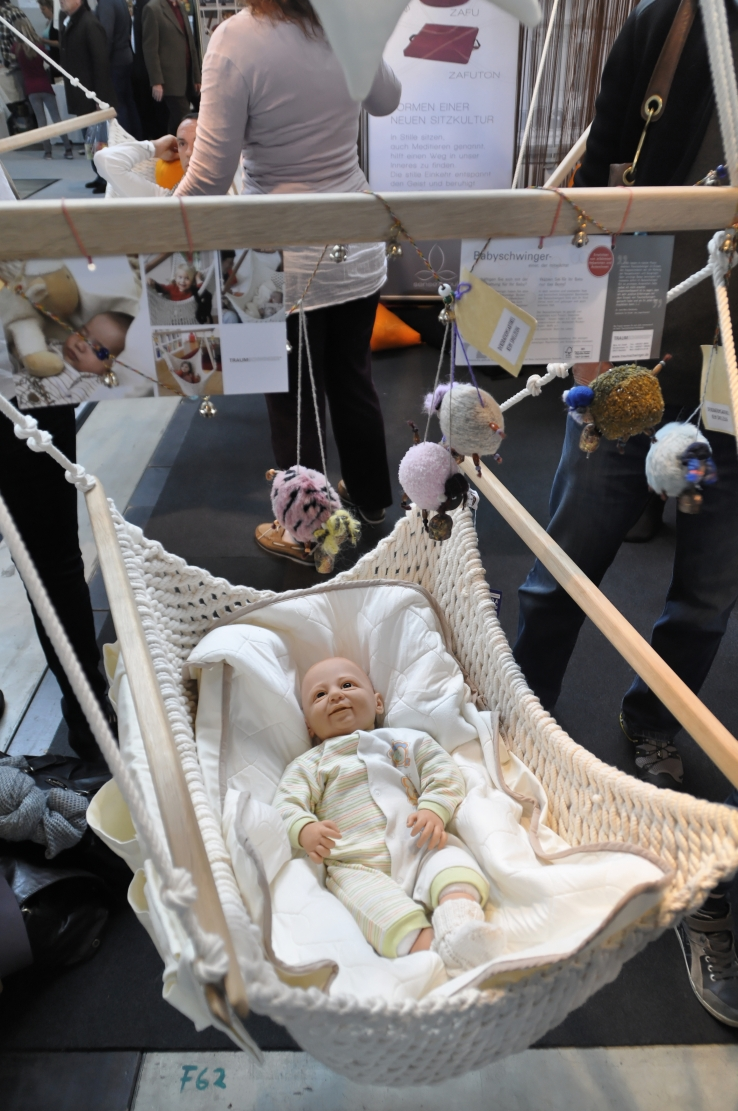
Umfunktionierter Hängesitz für Kleinkinder

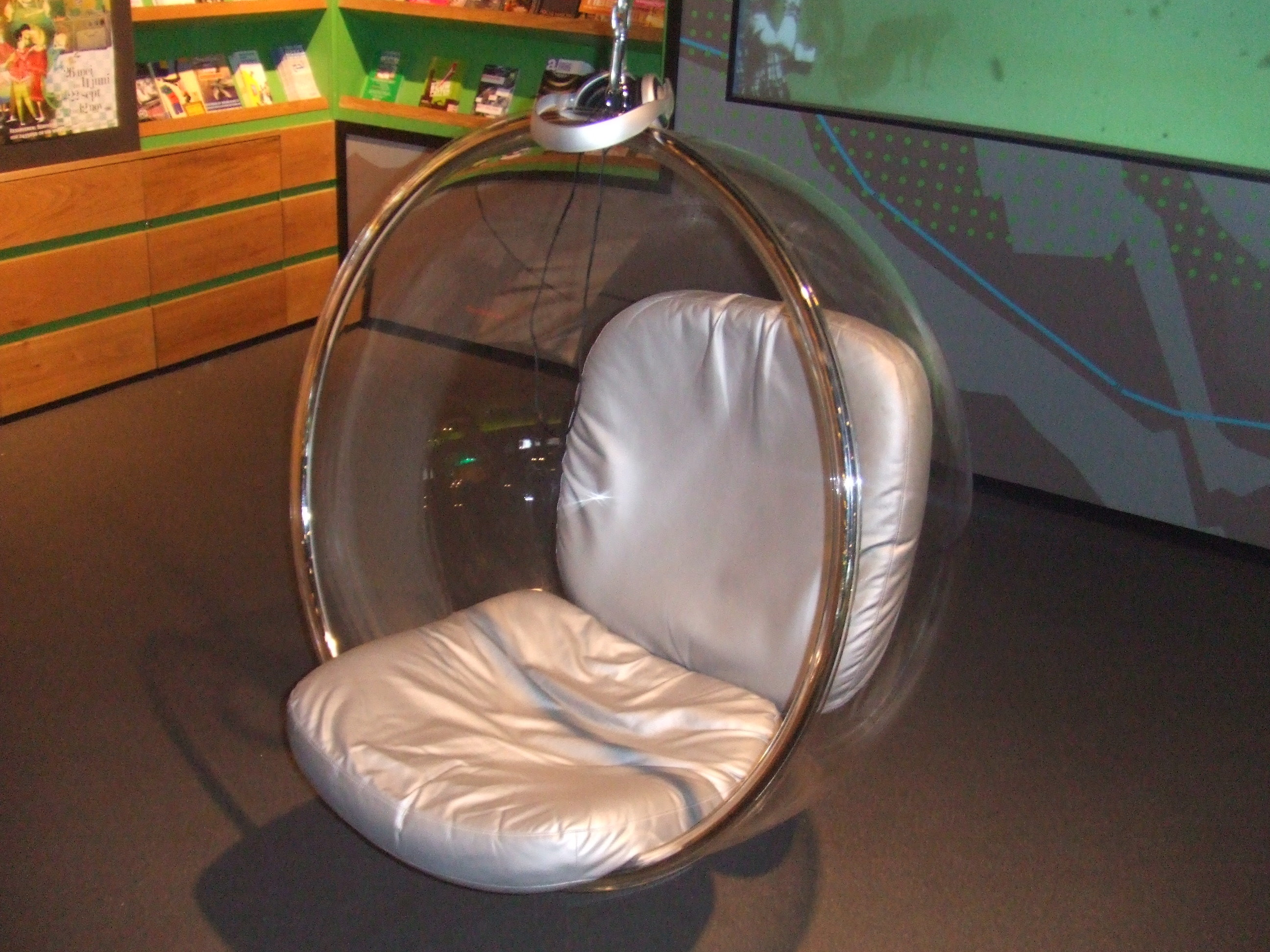
Hängesessel. Design: Eero Aarnio

Die Vielfalt der heute erhältlichen Hängesitze ist groß.
Kolumbianische Hängesitze haben als besonderes Merkmal die handgedrehten Zöpfe am Ende. Sie werden ebenfalls aus Baumwolle gearbeitet und sind sehr robust.

### Hängehöhlen
Für Neugeborene gibt es sogenannte „Hängehöhlen“ die aus Stoff hergestellt werden. Das Aussehen dieser Hängehöhlen ähnelt einem überdimensionierten Tropfen oder Kegelzelt. Ein Kind kann darin auf einem Kissen liegen.

### Hängesessel
Aus der Hängematte hat sich der Hängesessel entwickelt. Durch die flexible Aufhängung verliert das Sitzen seine starre Statik und gewinnt eine sonst nur von einer Hängematte bekannte Dynamik.
- Flexible Netzhängesessel kommen beispielsweise aus Nicaragua und haben eine besondere Flechtart, aus farbenfrohen Baumwollstoffen hergestellt, passen sie sich gut der Körperform an. Darüber hinaus gibt es einfarbige, brasilianische Hängesessel, die beidseitig mit einem vierreihigen handgearbeiteten Gittergeflecht enden. Dieser ist ebenso für das Wohnzimmer geeignet. Diese Hängesitze werden als Makrameenetze verknotet.
- Einen starren Hängesessel entwarf 1968 der finnische Innen- und Möbeldesigner Eero Aarnio mit dem Bubble Chair einen Hängesessel aus transparentem Acryl. Auch aus Rattan werden starre Hängesessel im Korbform hergestellt. Die Bauform kann von Rund über Oval bis zur Tropfenform reichen.

## Montage
Der Hängesitz benötigt nur einen zentralen Aufhängepunkt. Er wird meist an einem Seil abgehängt und lässt sich zum Beispiel an starken Baumästen ab einer Höhe von ca. 220 cm befestigen. Für eine Anbringung im Innenraum wird meist ein starker Haken in der Zimmerdecke angebracht oder ein entsprechend dimensionierter Balken oder Vorsprung genutzt um ein Seil überzuwerfen.
Für die freie Aufstellung eines Hängesitzes gibt es auch schnell aufzubauende und höhenverstellbare Hängeständer. Es gibt sie in verschiedenen Formen und Materialien wie Edelstahl, Fichtenholz, Bambus oder aus Stahlrohren. Die Hängeständer sind frei im Raum aufstellbar und dadurch platzsparend und flexibel positionierbar.
Für die Hängesitze gibt es auch Fußablagen, die am Spreizstab oder Befestigungsring eingehängt bzw. angeknotet werden können. Dazu gibt es weiteres Zubehör wie Polyhanfseil, Stahlfedern (welche dann als Stoßdämpfer dienen), Karabiner oder auch eine Seil-Acht, die zur Fixierung der Seile dienen.